# Přední Zborovice
Přední Zborovice (en allemand : Vorder Sborowitz) est une commune du district de Strakonice, dans la région de Bohême-du-Sud, en République tchèque. Sa population s'élevait à 87 habitants en 2020.

## Géographie
Přední Zborovice est arrosée par la Volyňka, un affluent de l'Otava, et se trouve à 5 km au sud du centre de Strakonice, à 51 km au nord-ouest de České Budějovice et à 104 km au sud-sud-ouest de Prague.
La commune est limitée par Radošovice au nord et à l'est, par Strunkovice nad Volyňkou au sud et par Libětice et Sousedovice à l'ouest.

## Histoire
La première mention écrite du village date de 1318.